# Matrimonio igualitario en Vanuatu
Vanuatu no reconoce el matrimonio entre personas del mismo sexo, las uniones civiles ni ninguna otra forma de reconocimiento para las parejas homosexuales. En noviembre de 2024, el Parlamento de Vanuatu modificó la Ley de Matrimonio para prohibir los matrimonios entre personas del mismo sexo.

## Antecedentes
Si bien Vanuatu es casi exclusivamente melanesio, existen cinco islas periféricas polinesias: Emae, Mele, Ifira, Futuna y Aniwa, que, al igual que muchas otras sociedades polinesias, reconocen un rol cultural de tercer género. En Samoa y Samoa Americana estas personas se conocen como fa'afafine y se consideran parte integral de la sociedad samoana. Históricamente, si deseaban casarse y tener hijos, se casaban con mujeres, lo que creaba la posibilidad de que se celebraran matrimonios entre dos personas con representación femenina en la cultura samoana. Estas personas de tercer género se conocen como fakafafine en Emae, como fakaffine en el idioma mele-fila y como fakafine en el idioma futuna-aniwa. Sin embargo, existe poca literatura sobre la estructura del tercer género en estas cinco islas, a diferencia de Samoa, Tonga y otras islas polinesias.

## Restricciones legales
Las discusiones sobre el reconocimiento legal de las uniones entre personas del mismo sexo surgieron por primera vez después de que Nueva Zelanda legalizara el matrimonio igualitario en 2013. En octubre de 2013 el ministro del Interior, Patrick Crowby, advirtió que los pastores no podían oficiar matrimonios entre personas del mismo sexo. Crowby se refirió a la Constitución de Vanuatu, que describe al país como «fundado en los valores tradicionales melanesios, la fe en Dios y los principios cristianos». Su anuncio se produjo tras los rumores de que se había celebrado un matrimonio entre personas del mismo sexo en un complejo turístico de Iririki. Crowby solicitó una investigación y afirmó que «no dudaría en revocar la licencia del pastor y de la iglesia implicada», así como en sancionar al complejo turístico por permitir que la ceremonia se celebrara en sus instalaciones. El pastor Alan Nafuki, de la Iglesia Presbiteriana de Vanuatu, a quien Radio New Zealand le solicitó un comentario, declaró: «En Vanuatu, al ser un país cristiano, creemos que es mejor que el gobierno revise lo sucedido. El gobierno actual también debe presentar su versión de los hechos; las iglesias están expresando nuestra preocupación en este momento, pero necesitamos que nuestro gobierno también se pronuncie claramente sobre la postura de estas prácticas matrimoniales en Vanuatu. Me alegra mucho que un país como Australia no haya legalizado el matrimonio entre personas del mismo sexo. Sabemos que Nueva Zelanda aprobó recientemente una ley en el parlamento para hacerlo. En Vanuatu, y por supuesto, solo hablo en nombre de este país, defendemos firmemente que esto no debe verse [practicarse] en nuestro territorio». La Constitución no prohíbe explícitamente el matrimonio entre personas del mismo sexo.
En junio de 2014, la Comisión de Derecho de Vanuatu debatió la cuestión del matrimonio entre personas del mismo sexo, destacando los avances en la vecina Australia y, especialmente, en Nueva Zelanda. La Comisión observó que la Ley de Matrimonio (en francés: Loi sur le mariage; en bislama: Mared Akt) no prohibía explícitamente el reconocimiento de los matrimonios entre personas del mismo sexo. También afirmó que legalizar el matrimonio entre personas del mismo sexo permitiría a las personas LGBT «expresar su preferencia u orientación sexual sin represión ni temor a ser procesadas», pero concluyó que la oposición religiosa a la legalización sería alta. En 2015 emitió un informe en el que afirmaba que la Ley de Matrimonio «debe prohibir expresamente el matrimonio entre personas del mismo sexo en Vanuatu» y debe «ser coherente con la Ley de Control del Matrimonio al prohibir la celebración de matrimonios entre personas del mismo sexo en Vanuatu».
El 14 de noviembre de 2024, el Parlamento de Vanuatu modificó la Ley de Matrimonio para prohibir los matrimonios entre personas del mismo sexo. El ministro del Interior, Andrew Solomon Napuat, declaró: «Cuando se aprobó la ley, se dejó clara la plena intención del gobierno, junto con la de nuestros líderes, de que todo pastor que oficie ceremonias matrimoniales debe comprender que no puede realizar una ceremonia ilegal y esperar que se registre». Napuat, quien afirmó erróneamente que la Constitución prohibía el matrimonio entre personas del mismo sexo, añadió: «Si alguien celebra un matrimonio que no se ajusta al espíritu de la ley aprobada hoy y solicita nuestro registro, se le revocará la licencia para impedir futuros matrimonios. Esto se aplica a ceremonias religiosas, civiles o tradicionales». El proyecto de ley fue posteriormente promulgado por el presidente Nikenike Vurobaravu.

## Ceremonias religiosas
Las organizaciones religiosas más importantes de Vanuatu son la Iglesia Presbiteriana, la Iglesia Anglicana de Melanesia y la Iglesia Católica. La Iglesia Presbiteriana expresó su oposición al matrimonio entre personas del mismo sexo en 2013 y condenó enérgicamente los rumores de que se había celebrado en Vanuatu un matrimonio entre dos australianos del mismo sexo. «Enviamos una declaración que elaboramos la semana pasada al ministro del Interior. Y estamos solicitando a este último que elabore algún tipo de política. Necesitamos directrices inmediatas para guiar a nuestra gente mientras esperamos que el gobierno promulgue una legislación que prohíba todas estas prácticas en Vanuatu», declaró el pastor Nafuki en 2013.
La Iglesia de Jesucristo de los Santos de los Últimos Días en Vanuatu se disculpó en marzo de 2021 por los informes de que una pareja del mismo sexo se había casado en Port Vila el mes anterior con un líder de la iglesia. Posteriormente se descubrió que la pareja, que se presentó como «un hombre y una mujer», era del mismo sexo, y el matrimonio fue anulado. En mayo de 2023 la Iglesia Anglicana, que tiene una diócesis en Vanuatu, emitió una declaración en la que afirmaba que, si bien siempre acogerá con el amor de Dios a las personas con cualquier orientación sexual, no reconoce ni bendecirá las uniones entre personas del mismo sexo. En 2024 un pastor de la Iglesia del Nazareno expresó su apoyo a los planes del gobierno para prohibir los matrimonios homosexuales, describiendo las relaciones entre personas del mismo sexo como contrarias a las costumbres y la constitución de Vanuatu.
En diciembre de 2023, la Santa Sede publicó la Fiducia supplicans, una declaración que permite a los sacerdotes católicos bendecir a parejas que no se consideran casadas según la doctrina de la Iglesia, incluyendo la bendición de parejas del mismo sexo.